# Кыталык
Национальный парк «Кыталык» — национальный парк в Аллаиховском улусе Республики Саха (Якутии) (Россия). Создан 24 декабря 2019 года.
Территория парка включает наиболее ценные части территорий государственного природного заказника «Кыталык» и ресурсного резервата местного значения «Кыталык». Основной целью создания национального парка стало сохранение восточносибирской популяции стерха, внесённая в Международную Красную книгу как находящаяся под угрозой исчезновения и в Красную книгу России как редкий вид. На территории парка произрастает 273 видов сосудистых растений, в том числе редких: родиола розовая, белозор Коцебу, мытник Пеннелля, вздутоплодник мохнатый. Из позвоночных животных отмечен 21 вид млекопитающих и 91 вид птиц, 63 из них — гнездящиеся. Здесь располагаются гнездовья стерха, белоклювой гагары, пискульки, малого лебедя, клоктуна, кречета, сапсана, места массовой линьки водоплавающих птиц. Здесь также встречаются волк, песец, росомаха, ондатра, представители отряда грызунов, отмечаются заходы дикого северного оленя, лося, соболя, горностая, ласки, бурого медведя, а также овцебыка.
Национальный парк «Кыталык» попал в предварительный список Всемирного наследия ЮНЕСКО.